# شینتارو کوکوبو
شینتارو کوکوبو (انگلیسی: Shintaro Kokubu؛ زادهٔ ۳۱ اوت ۱۹۹۴) بازیکن فوتبال اهل ژاپن است.